# Байка
Ба́йка — поучительный или юмористический рассказ, иногда основанный на реальных событиях (городская легенда).
Достоверность байки несколько выше, чем анекдота, но это не исключает прямого вымысла или литературных приёмов, с помощью которых рассказчик «подаёт» байку.
Как и анекдоты, байки также делятся по тематическим направлениям, охватывающим разные отрасли деятельности человека:
- охотничьи байки
- рыбацкие байки
- армейские байки
- студенческие байки
- исторические байки
- морские байки
- байки на околокомпьютерную тематику

В жизни термин «байка» часто заменяется на термин «история». Иногда байка путём художественного пересказывания превращается в анекдот, и, наоборот, некоторые «бородатые» анекдоты иногда можно встретить в виде байки.
Байка, по сравнению с анекдотом, имеет, как правило, больший объём, но в то же время несёт и несколько большую информационную нагрузку, поскольку в ней не используются приёмы сжатия и упрощения информации, присущие анекдотам и шуткам.
В Сети существует множество ресурсов, на которых публикуются байки, и на сегодняшний день байки не менее популярны, чем анекдоты.

Пример
Сволочи! Я в прошлые выходные думал, что всё — пить брошу. А всё оттого, что просыпаюсь утром и вижу моего кота С СИГАРЕТОЙ В ЗУБАХ! Смотрит он на меня внимательно и сигаретку так в зубах переминает, типа «Огоньку не найдётся?» Я так проникся, что даже полез в карман джинсов за зажигалкой… А оказалось, это два соседа по общаге, когда утром курить пошли, нашли на балконе валерьянку, обмакнули сигарету фильтром в неё и дали коту поиграть… Сволочи!
Источник: anekdotovmir.ru